# Diecezja Edéa
Diecezja Edéa – diecezja rzymskokatolicka w Kamerunie. Powstała w 1993.

## Biskupi diecezjalni
- Bp Jean-Bosco Ntep (od 2004)
- Abp Simon-Victor Tonyé Bakot (1993 – 2003)